# Encyclia suaveolens
Encyclia suaveolens är en orkidéart som beskrevs av Robert Louis Dressler. Encyclia suaveolens ingår i släktet Encyclia och familjen orkidéer. Inga underarter finns listade i Catalogue of Life.